# الحجاج بن يوسف بن مطر
الحجاج بن يوسف بن مطر هو عالم رياضيات عربي عاش بين 786 و833. هو أول من ترجم كتاب العناصر لإقليدس. قام أيضا بترجمة ثانية محسنة لهذا الكتاب للخليفة العباسي أبو العباس عبد الله المأمون. قام كذلك بإعادة ترجمة كتاب المجسطي لكلاوديوس بطليموس.
في بداية القرن الثاني عشر تم ترجمة نسخته من كتاب العناصر إلى الاتينية.